# Przedsiębiorstwo Komunikacji Samochodowej w Oławie
Przedsiębiorstwo Komunikacji Samochodowej w Oławie S.A. – przedsiębiorstwo o profilu transportowym, powstałe w 1974 roku z siedzibą w Oławie. Przedsiębiorstwo prowadzi usługi transportowe, przewozy osobowe dla powiatu oławskiego oraz 11 linii komunikacji miejskiej (w tym 4 w Oławie). Dodatkowo firma prowadzi działalność handlową (sprzedaż paliw i części zamiennych do samochodów ciężarowych), prowadzi autoryzowany serwis MAN i STAR, serwisuje tachografy, prowadzi myjnię samochodów ciężarowych oraz przewozi towary na terenie całej Europy Zachodniej.
W 2003 roku przedsiębiorstwo zatrudniało ok. 315 osób i dysponowało 111 autobusami i 17 samochodami ciężarowymi.

## Historia
W dniu 1 stycznia 1974 roku rozpoczął działalność Oddział Towarowo-Osobowy Państwowej Komunikacji Samochodowej w Oławie. Bazę oddziału stanowiły 3 placówki: 2 w Oławie i 1 w Strzelinie. W tymże roku flotę stanowiło 87 samochodów ciężarowych + 33 przyczepy ciężarowe oraz 89 autobusów + 10 przyczep autobusowych a zatrudnienie znalazło 510 osób.
W roku 1983 przemianowano przedsiębiorstwo na Krajowa Państwowa Komunikacja Samochodowa Oddział Towarowo-Osobowy w Oławie. 1 lipca 1983 roku uruchomiono komunikację miejską. W 1990 roku ponownie przemianowano przedsiębiorstwo – tym razem na Przedsiębiorstwo Państwowej Komunikacji Samochodowej w Oławie. W 2002 roku przedsiębiorstwo rozpoczęło działalność jako Przedsiębiorstwo Komunikacji Samochodowej w Oławie S.A. W 2003 roku spółka przejęła Wydział Transportowy Przedsiębiorstwa Usług Techniczno-Socjalnych w Jelczu-Laskowicach. W 2004 roku wprowadzono Placówkę Terenową w Jelczu-Laskowicach do struktury spółki. W roku 2010 spółka została skomunalizowana i od tej pory 100% akcji spółki dysponuje powiat oławski.